# Principato di Moldavia
Il principato di Moldavia (in rumeno: Țara Moldovei; in rumeno cirillico antico: Цара Мѡлдовєй) è stato un principato dell'Europa orientale situato nella zona tra i monti Carpazi e il fiume Dnestr.
Nato nel XIV secolo ad opera del voivoda Dragoș, ha terminato di essere uno stato indipendente nel 1859, anno in cui si è unito al vicino principato di Valacchia, dando vita ai Principati Uniti.

## Storia

### Età antica
In antichità la Moldavia fu abitata dalle popolazioni dei Daci e dei Geti. Con la conquista di Traiano nel II secolo, la regione fu incorporata nella provincia romana della Dacia, anche se dopo circa un secolo, a causa della precarietà della posizione romana, l'imperatore Aureliano sancì l'abbandono definitivo del territorio, che venne attraversato e saccheggiato da diverse popolazioni, tra cui: Unni, Ostrogoti, Gepidi, Avari, Slavi, Bulgari, Magiari, Peceneghi e Cumani. L'Orda d'Oro, un khanato tataro-mongolo, si stanziò temporaneamente nella regione.
Nel X secolo il regno d'Ungheria cercò di estendere la sua influenza in Moldavia, costruendo diverse fortificazioni nelle vicinanze del fiume Siret (nell'attuale Romania).

### Medioevo ed età moderna

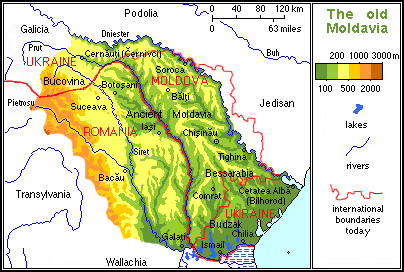
Mappa fisica del Principato di Moldavia

Nel XIV secolo il voivoda del Maramureș Dragoș attraversò i Carpazi e si stabilì con altri transilvani nella regione, governando il principato per il Regno d'Ungheria. Il principato divenne indipendente nel 1359 con il voivoda Bogdan I, che dichiarò l'indipendenza dall'Ungheria, vassalla degli Angioini, diventando il primo reggente della Bogdania (1359-1365), poi ridenominata Moldavia (dal nome del fiume Moldavia).
I rimanenti nobili romeni in Transilvania alla fine furono obbligati ad adottare la lingua e la cultura ungherese, anche se i servi della gleba transilvani continuarono a parlare romeno e si aggrapparono all'ortodossia, pur non potendo opporsi alla dominazione ungherese. Il Principato si espanse progressivamente sotto Roman I, e maggiormente sotto Ștefan cel Mare (Stefano il Grande) che arrivò a formare un vasto dominio delimitato dai Carpazi a ovest, dal fiume Nistro (o Dnestr) a est, dal Mar Nero a sud e dalla Bucovina a nord.
Stefano spronò i contadini della Moldavia organizzando un'armata di 55 000 uomini, e respinse un attacco da parte delle forze del re ungherese Mattia Corvino in un azzardato assalto notturno. Insieme ad un'armata di nobili e piccoli proprietari terrieri lottò contro i Polacchi e i Tatari. L'armata di Stefano invase poi la Valacchia nel 1471 e sconfisse i Turchi, anche se questi contrattaccarono nel 1473 e 1474. Dopo queste battaglie, Stefano chiese a papa Sisto IV di formare un'alleanza cristiana contro i Turchi, ma nonostante il Papa nominasse Stefano "Atleta di Cristo" non inviò supporti materiali all'esercito moldavo. Negli ultimi decenni del regno di Stefano, i Turchi incrementarono la pressione sulla Moldavia, catturando dei porti strategici sul Mar Nero nel 1484 e bruciando la capitale moldava, Suceava, nel 1485. Il principato si risollevò brevemente, ottenendo una vittoria nel 1486, anche se in seguito Stefano limitò i suoi sforzi per assicurare l'indipendenza della Moldavia nello scenario diplomatico. Frustrato dai vani tentativi di unire l'Occidente contro i Turchi, Stefano, sul letto di morte, a quanto pare disse a suo figlio di sottomettersi ai Turchi se questi avessero offerto una sovranità degna di onore.
Alla sua morte la Moldavia fu dilaniata da guerre di successione che provocarono l'impoverimento e decadimento del principato, che a sua volta portò all'ingresso dell'Impero ottomano nella politica moldava. Divenendo uno stato tributario degli ottomani per gran parte dei seguenti 300 anni, l'impoverimento impedì al principato di pagare i dovuti tributi all'impero e di difendere i propri interessi locali, tanto che si seguirono numerose invasioni da parte degli stessi Turchi, dei Tatari e dei Russi.
Nel XVII secolo i tre principati della Moldavia, Transilvania e Valacchia si unirono sotto il principe di Valacchia Michele il Bravo, per combattere i Turchi, anche se l'unità durò solamente un anno.
Nel 1775 la parte settentrionale della Moldavia, la Bucovina, venne annessa all'Impero austriaco.

### L'espansione russa
L'Impero russo a partire dal 1769 occupò ripetutamente il territorio compreso tra i fiumi Prut e Nistro e nel 1792, in base al trattato di Iași, l'Impero ottomano fu forzato a cedere all'Impero russo i territori che prima aveva detenuto nella regione della Transnistria. L'espansione russa continuò quando la Bessarabia fu annessa all'Impero russo, dopo la guerra russo-turca del 1806, conclusasi con il trattato di Bucarest del 1812.
Dopo la guerra russo-turca del 1828-29, il dominio ottomano sui principati terminò definitivamente.
Con la sconfitta dei Russi nella guerra di Crimea (1853-1856), il trattato di Parigi del 1856 sancì che la Moldavia e la Valacchia fossero poste sotto la garanzia collettiva delle sette potenze straniere che avevano vinto la guerra, che posero fine al dominio russo sulle regioni della Bessarabia Meridionale di Izmaïl, Bolhrad, e Cahul.